# بريان رودني
بريان رودني هو لاعب هوكي الجليد كندي، ولد في 22 أبريل 1984 في لندن في كندا.

## وصلات خارجية
- بريان رودني على موقع دوري الهوكي الوطني (الإنجليزية)
- بريان رودني على موقع EliteProspects.com (الإنجليزية)
- بريان رودني على موقع HockeyDB.com (الإنجليزية)
- بريان رودني على موقع Hockey-Reference.com (الإنجليزية)